# Trại tập trung Warszawa
Warsaw (hay Gęsiówka ) là một trại tập trung của Đức Quốc xã được xây dựng trên tàn tích của Warsaw Ghetto, xung quanh nhà tù Gęsiówka. Do là một trại nhỏ, trại Warsaw vắng mặt trong hầu hết các tài khoản tiêu chuẩn của Holocaust. Trong quá trình hoạt động, ước tính 8.000 tù nhân 9.000 tù nhân đã bị giam giữ tại trại và phải lao động như nô lệ. Khoảng 4.000 đến 5.000 tù nhân được ước tính đã chết trong trại, trong chuyến đi tử thần từ trại, cuộc nổi dậy Warsaw và tại các nơi ẩn náu sau cuộc nổi dậy trên.
Việc trại ít khi được đề cập trong lịch sử chính thống, là trung tâm của một thuyết âm mưu khẳng định rằng một buồng hơi ngạt khổng lồ được xây dựng trong một đường hầm gần trạm Warszawa Zachodnia và 200.000 người Ba Lan chủ yếu không phải là người Do Thái đã bị tiêu diệt tại đây.